# Муніципалітети Мексики

Муніципалітети Мексики

Муніципалітети Мексики (ісп. municipio(s)) є другим рівнем адміністративного поділу, після штатів . Муніципалітети представлені у всіх штатах Мексики, крім Федерального округу, поділеного на (міські) райони (ісп. delegaciones).
На момент останнього перепису 2005 року в Мексиці налічувалося 2441 муніципалітет та 16 районів Федерального округу. Число муніципалітетів постійно змінюється, у різних джерелах можуть зустрітися різні числа. Кількість муніципалітетів у кожному штаті може відрізнятися від кількох штук до кількох сотень залежно від населення та розмірів штату. Середнє населення одного муніципалітету становить близько 45 тис. чол.
Внутрішня політична організація та правничий та обов'язки муніципалітету визначено у 115 статті мексиканської конституції 1917 року, і докладніше розкрито у конституціях окремих штатів.
Багато муніципалітети поділяються на громади чи райони, які є третім рівнем адміністративного поділу Мексики. У різних штатах вони називаються по-різному: ісп. delegaciones, comisarías, alcaldías, juntas municipales, об'єднуючись загальним словом (ісп. secciones). Глави громад не обираються мешканцями, а призначаються головою муніципалітету.

## Структура та управління
Кожен муніципалітет адміністративно автономен. Його мешканці обирають голову муніципалітету (ісп. presidente municipal), який очолює муніципальну раду (ісп. ayuntamiento), відповідальний за надання комунальних послуг населенню. Голова муніципалітету неспроможна балотуватися другого терміну відразу після закінчення першого. Муніципальна рада складається з голови (ісп. cabildo), членів ради (ісп. síndico) та кількох піклувальників (ісп. regidores).
Такий тип організації муніципалітету, що виник за часів Мексиканської революції, називається «вільний муніципалітет» (ісп. municipio libre).
Муніципальна влада відповідальна за надання комунальних послуг (зокрема, вода та каналізація), освітлення вулиць, безпека на вулицях, рух транспорту, прибирання та турботу про парки, сквери та цвинтарі. Вони також можуть допомагати федеральній владі та уряду штату в організації освіти, пожежної безпеки, наданні медичних послуг, захисту навколишнього середовища, історичних та культурних пам'яток. Починаючи з 1983 року вони можуть самі збирати податки на нерухомість та деякі інші, хоча більша частина фінансування, як і раніше, надходить від уряду штату чи країни.

## Співвідношення із населеними пунктами
У Мексиці понад 185 тис. населених пунктів. В середньому на один муніципалітет припадає 76 н.п., хоча по штатах це число відрізняється від 17 н.п./мун-т в Оахаку до 493 у Південній Нижній Каліфорнії.
Усі муніципалітети (на відміну районів Федерального округу) країни мають адміністративний центр муніципалітету (ісп. cabecera municipal), яким є один з чи єдиний населений пункт муніципалітету. Оскільки територія більшості муніципалітетів включає кілька населених пунктів (ісп. localidades), в інших обираються допоміжні поради (ісп. presidencia auxiliar / junta auxiliar), що залежать фінансово від основної муніципальної ради. Деякі штати на півдні та в центрі Мексики поділяються на дуже велику кількість муніципалітетів (наприклад, Оахака на 570), так що в них великі міста виявляються розділеними на кілька муніципалітетів. Проте навіть у таких випадках можуть обиратися допоміжні поради для адміністративних цілей.

## Розподіл муніципалітетів у штатах
| Штат                      | Число мун-тів | тис.чол/мун | км²/мун | Число н.п. в штаті |
| ------------------------- | ------------- | ----------- | ------- | ------------------ |
| Агуаскальентес            | 11            | 86          | 472     | 1852               |
| Веракрус                  | 212           | 33          | 338     | 19939              |
| Герреро                   | 81            | 38          | 797     | 7176               |
| Гуанахуато                | 46            | 101         | 669     | 8625               |
| Дуранго                   | 39            | 37          | 3122    | 6008               |
| Ідальго                   | 84            | 27          | 244     | 4530               |
| Кампече                   | 11            | 63          | 5163    | 2622               |
| Керетаро                  | 18            | 78          | 665     | 2584               |
| Кінтана-Роо               | 9             | 97          | 4375    | 1820               |
| Коауіла                   | 38            | 60          | 3935    | 3935               |
| Колима                    | 10            | 54          | 543     | 1112               |
| Мехіко                    | 125           | 105         | 170     | 4707               |
| Мічоакан                  | 113           | 35          | 515     | 9115               |
| Морелос                   | 33            | 47          | 151     | 1357               |
| Наярит                    | 20            | 46          | 1345    | 2592               |
| Нижня Каліфорнія          | 5             | 498         | 14315   | 3959               |
| Нуево-Леон                | 51            | 75          | 1259    | 5215               |
| Оахака                    | 570           | 6           | 163     | 9634               |
| Пуебла                    | 217           | 23          | 157     | 6198               |
| Сакатекас                 | 58            | 23          | 1260    | 4555               |
| Сан-Луис-Потоси           | 58            | 40          | 1087    | 6885               |
| Синалоа                   | 18            | 141         | 3139    | 5875               |
| Сонора                    | 72            | 31          | 2512    | 7366               |
| Табаско                   | 17            | 111         | 1446    | 2521               |
| Тамаулипас                | 43            | 64          | 1836    | 7494               |
| Тласкала                  | 60            | 16          | 67      | 1204               |
| Халиско                   | 126           | 50          | 622     | 10632              |
| Чіуауа                    | 67            | 48          | 45      | 12137              |
| Чьяпас                    | 118           | 33          | 625     | 19029              |
| Південна Нижня Каліфорнія | 5             | 85          | 14286   | 2467               |
| Юкатан                    | 106           | 16          | 408     | 2262               |
| Федеральний округ         | 16            | 537         | 97      | 462                |
| Всього / Среднє по країна | 2457          | 45          |         | 185869             |

## Історія

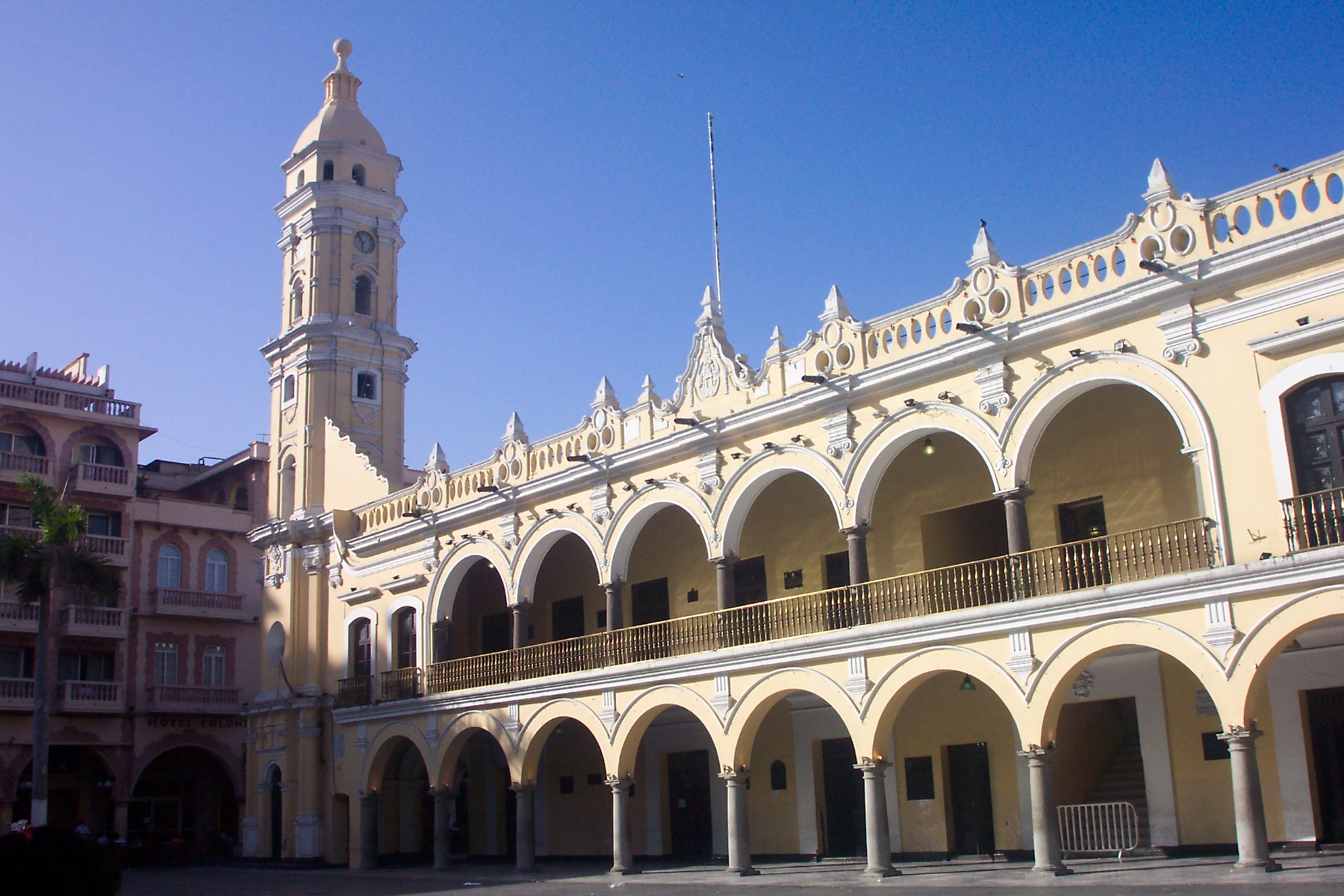
Муніципальний палац у Веракрусі.

Незабаром після завоювання та колонізації Мексики іспанцями великі населені пункти, розташовані у стратегічних пунктах, набували статусу міста (ісп. ciudad і утворювали муніципалітети (ісп. ayuntamiento в традиційному сенсі цього слова («міська адміністративна одиниця»). У Конституції 1824 року, прийнятої після здобуття незалежності, не було жодних спеціальних положень щодо муніципалітетів, структура та обов'язки яких мали бути визначені в конституціях окремих штатів. Кожен штат у результаті встановлював свої мінімальні вимоги (зазвичай пов'язані з кількістю населення), яким мав відповідати населений пункт, щоб стати муніципалітетом. Конституція 1917 року у 115 статті встановила, що основною одиницею адміністративного поділу штатів є «вільні муніципалітети», куди було поділено всю країну. Також вона скасувала т.з. «Політичні адміністрації» (ісп. jefatura política), проміжні між штатами та муніципалітетами. Муніципалітети отримали повну автономію в управлінні місцевими справами, водночас їхня компетенція в інших сферах була обмежена.

## Ранжування муніципалітетів

### За населенням
Нижче наводиться список перших 13 та останніх 10 муніципалітетів за чисельністю населення. Чисельність наводиться за переписом 2005 року згідно з даними Національного інституту статистики, географії та інформатики.
| Місце | Штат                      | Муніципалітет              | Населення, чол. |
| ----- | ------------------------- | -------------------------- | --------------- |
| 1     | Федеральний округ Мексики | Істапалапа                 | 1820888         |
| 2     | Мехіко                    | Екатепек-де-Морелос        | 1688258         |
| 3     | Халіско                   | Гвадалахара                | 1600940         |
| 4     | Пуебла                    | Пуебла-де-Сарагоса         | 1485941         |
| 5     | Нижня Каліфорнія          | Тіхуана                    | 1410700         |
| 6     | Чіуауа                    | Хуарес                     | 1313338         |
| 7     | Гуанахуато                | Леон                       | 1278087         |
| 8     | Федеральний округ Мексики | Густаво-Мадеро             | 1193161         |
| 9     | Халіско                   | Сапопан                    | 1155790         |
| 10    | Мехіко                    | Несауалькойотль            | 1140528         |
| 11    | Нуево-Леон                | Монтеррей                  | 1133814         |
| 12    | Нижня Каліфорнія          | Мехікалі                   | 855962          |
| 13    | Мехіко                    | Наукальпан де Хуарес       | 821442          |
| Місце | Штат                      | Муніципалітет              | Населення       |
| 2457  | Оахака                    | Сан-Пабло-Яганіса          | 1               |
| 2456  | Пуебла                    | Амістлан                   | 5               |
| 2455  | Оахака                    | Санта-Марія-Тлауїтольтепек | 9               |
| 2454  | Чіуауа                    | Мануель-Бенавідес          | 16              |
| 2453  | Оахака                    | Сан-Хуан-дель-Естадо       | 22              |
| 2452  | Оахака                    | Сан-Ільдефонсо-Вілла-Альта | 31              |
| 2451  | Сакатекас                 | Мояуа-де-Естрада           | 46              |
| 2450  | Юкатан                    | Кусама                     | 48              |
| 2449  | Чиапас                    | Солосучапа                 | 79              |
| 2448  | Оахака                    | Сан-Хасінто-Амільпас       | 101             |

### По площі
Нижче наводиться список перших та останніх 20 муніципалітетів за площею.
| Місце | Штат                | Муніципалітет                     | Площа, км² |
| ----- | ------------------- | --------------------------------- | ---------- |
| 1     | Баха-Каліфорнія     | Енсенада                          | 51952      |
| 2     | Баха-Каліфорнія-Сур | Мулехе                            | 33092      |
| 3     | Коауїла             | Окампо                            | 26433      |
| 4     | Баха-Каліфорнія-Сур | Ла-Пас                            | 20274,98   |
| 5     | Кінтана-Роо         | Отон-Бланко                       | 18760      |
| 6     | Чіуауа              | Аумада                            | 17131,5    |
| 7     | Чіуауа              | Камарго                           | 16066      |
| 8     | Сонора              | Ермосильо                         | 14880,2    |
| 9     | Кампече             | Калакмуль                         | 13839,11   |
| 10    | Кінтана-Роо         | Феліпе-Каррільо-Пуерто            | 13806      |
| 11    | Баха-Каліфорнія     | Мехікалі                          | 13700      |
| 12    | Баха-Каліфорнія-Сур | Комонду                           | 12547      |
| 13    | Сакатекас           | Масапіль                          | 12063      |
| 14    | Сонора              | Пітікіто                          | 11979,96   |
| 15    | Коауїла             | Акунья                            | 11487,70   |
| 16    | Чіуауа              | Хіменес                           | 11074,14   |
| 17    | Чіуауа              | Асенсьон                          | 11000,10   |
| 18    | Сонора              | Каборка                           | 10721,84   |
| 19    | Дуранго             | Дуранго                           | 10041      |
| 20    | Чіуауа              | Чіуауа                            | 9219       |
| Місце | Штат                | Муніципалітет                     | Площа, км² |
| 2457  | Тласкала            | Сан-Лоренсо-Ахокоманитла          | 4,34       |
| 2456  | Тласкала            | Сан-Хуан-Уакцинко                 | 4,44       |
| 2455  | Тласкала            | Санта-Крус-Килехтла               | 5,40       |
| 2454  | Тласкала            | Санта-Исабель-Хилохостла          | 5,45       |
| 2453  | Тласкала            | Токатлан                          | 5,90       |
| 2452  | Тласкала            | Масатекочко-де-Хосе-Мария-Морелос | 5,90       |
| 2451  | Тласкала            | Сан-Херонимо-Сакуальпан           | 7,56       |
| 2450  | Оахака              | Санта-Лусия-дель-Камино           | 7,65       |
| 2449  | Тласкала            | Акуаманала-де-Мигель-Идальго      | 7,80       |
| 2448  | Тласкала            | Санта-Аполония-Теакалько          | 7,91       |
| 2447  | Мехіко              | Папалотла                         | 8,74       |
| 2446  | Пуебла              | Тетелес-де-Авила-Кастильо         | 8,93       |
| 2445  | Оахака              | Сан-Себастьян-Тутла               | 8,93       |
| 2444  | Тласкала            | Санта-Ана-Нопалукан               | 9,37       |
| 2443  | Тласкала            | Санта-Катарина-Айометла           | 9,76       |
| 2442  | Мехіко              | Мехикальцинго                     | 10,00      |
| 2441  | Оахака              | Санта-Мария-Койотепек             | 10,21      |
| 2440  | Оахака              | Санта-Крус-Амильпас               | 10,21      |
| 2439  | Оахака              | Сан-Антонио-де-ла-Каль            | 10,21      |
| 2438  | Пуебла              | Коатепек                          | 10,22      |